# Аксіома вибору

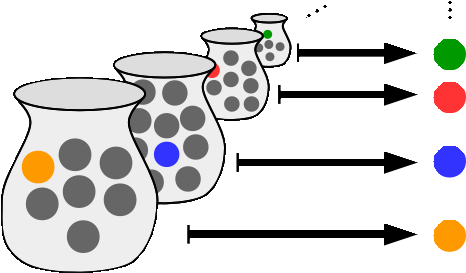
Ілюстрація аксіоми вибору, де кожна S_{i} і x_{i} відповідно показані як глечик і кольорові кульки

Аксіома вибору в математиці — аксіома теорії множин, яка еквівалентна твердженню, що декартів добуток колекції непорожніх множин є також не порожнім.
Аксіома вибору стверджує:
«Для довільного сімейства непорожніх множин, що не перетинаються, існує множина, яка має рівно один спільний елемент з кожною множиною цього сімейства, навіть якщо множин у сімействі нескінченно багато і невизначене правило вибору елемента з кожної множини.»
Формально, аксіома стверджує, що для кожного індексованого сімейства {\displaystyle (S_{i})_{i\in I}} непорожніх множин існує індексоване сімейство елементів {\displaystyle (x_{i})_{i\in I}}, таких що {\displaystyle x_{i}\in S_{i}} для кожного {\displaystyle i\in I}. Аксіому вибору сформулював 1904 року Ернст Цермело.
За допомогою аксіоми вибору можна отримати такі результати, як теорема Тихонова, та довести парадокс Банаха — Тарського.
У багатьох випадках такий вибір можна здійснити без посилання на аксіому вибору; зокрема, якщо кількість множин є скінченною або якщо існує правило вибору: властивість відбору, яка є справедливою для лише одного елемента в кожній множині. Наочним прикладом цього є множини з натуральних чисел. З кожної множини завжди можна вибрати найменше число, наприклад, у множинах {{4,5,6}, {10,12}, {1,400,617,8000}} найменшими елементами є {4, 10, 1}. У цьому випадку «вибір найменшого числа» є функцією вибору. Навіть якщо вибрати нескінченно багато множин із натуральних чисел, завжди можливо вибрати найменший елемент із кожної множини й утворити з них множину. Отже, функція вибору визначає множину вибраних елементів. Однак функція вибору не відома для знаходження колекції всіх непорожніх підмножин дійсних чисел. У такому разі необхідно застосовувати аксіому вибору.
Рассел навів аналогію: для будь-якої (навіть нескінченної) колекції пар взуття можна вибрати лівий черевик із кожної пари і утворити відповідний вибір; що робить можливим безпосередньо визначити функцію вибору. Для нескінченної колекції пар шкарпеток (таких, що не мають ознак для розпізнавання), не існує очевидного способу знайти функцію, яка б дозволила вибирати шкарпетку із кожної пари, не застосовуючи аксіому вибору.

## Визначення
Функція вибору — це функція f, визначена для колекції непорожніх множин X, і є такою, що для кожної множини A в X, f(A) повертає елемент із A. Виходячи із цього поняття, аксіому можна сформулювати так:
для будь-якого набору X непорожніх множин існує функція вибору f, визначена для X.
Формально це можна визначити так:
{\displaystyle \forall X\left[\emptyset \notin X\implies \exists f\colon X\rightarrow \bigcup X\quad \forall A\in X\,(f(A)\in A)\right]\,.}
Кожна функція вибору над колекцією X непорожніх множин є елементом декартового добутку множин з X. Це не є загальним випадком декартового добутку набору множин, де дана множина може трапитися як множник більше одного разу; однак можна розглядати елементи такого добутку як вибір одних і тих самих елементів щоразу, коли множина з'являється як множник, і такі елементи відповідають елементам декартового добутку всіх відмінних множин із набору. Аксіома вибору стверджує існування таких елементів; отож це еквівалентне такому твердженню:
Дано набір непорожніх множин, їхній декартів добуток є непорожньою множиною.

## Використання
До кінця 19-го ст. аксіому вибору часто застосовували неявно, оскільки ще не існувало її формального визначення. Наприклад, після того, як було встановлено, що множина X містить лише непорожні множини, математики б говорили так: «нехай F(s) буде одним із членів s для всіх s в X.» В загальному випадку неможливо довести, що F існує без застосування аксіоми вибору, але на це не звертали уваги до Ернста Цермело.
Не кожна ситуація потребує аксіоми вибору. Для скінченних множин X аксіома вибору випливає з інших аксіом теорії множин. В цьому випадку вона є еквівалентною вислову, що якщо ми маємо декілька (скінченну кількість) коробок, кожна з яких містить принаймні один елемент, тоді ми можемо вибрати точно по одному елементу з кожної коробки. Очевидно, що ми можемо це зробити: ми починаємо з першої коробки і обираємо елемент, йдемо до другої коробки — вибираємо елемент, і так далі. Кількість коробок скінченна, тому рано чи пізно наша процедура вибору дійде до кінця. Результатом є явна функція вибору. Формальне доведення для всіх скінченних множин використовує принцип математичної індукції, аби довести, що «для кожного натурального числа k кожне сімейство із k непорожніх множин має функцію вибору.» Однак цей метод не можна застосувати для того, аби показати, що кожна зліченна родина непорожніх множин має функцію вибору, як це стверджує аксіома зліченного вибору. Якщо метод застосувати до нескінченної послідовності (Xi : i∈ω) непорожніх множин, функцію можна отримати для кожної скінченної стадії, однак не існує такої процедури, яка дала б змогу побудувати функцію вибору для повної послідовності, а також у загальному випадку неможливо сконструювати «обмежувальної» функції вибору без аксіоми вибору.

## Приклади
Характер колекції окремих непорожніх множин може бути таким, що дає змогу уникнути використання аксіоми вибору навіть для певних нескінченних колекцій. Наприклад, припустимо, що кожен елемент в колекції X є непорожньою підмножиною натуральних чисел. Кожна з цих підмножин має найменший елемент, тому, аби описати нашу функцію вибору, ми можемо просто сказати, що вона зображає кожну множину на найменший елемент цієї множини. Це дає змогу отримати певний вибір елемента з кожної множини і не вимагає застосовувати аксіому вибору.
Труднощі виникають у випадку, коли не існує простого вибору елементів із кожної множини. Якщо ми не можемо виконати явний вибір, як ми можемо знати, чи існує наша множина? Наприклад, припустимо, що X є множиною всіх можливих непорожніх підмножин дійсних чисел. Спершу ми можемо спробувати діяти так, ніби X є скінченною. Якщо ми спробуємо обрати елемент із кожної множини, тоді, оскільки X таки є нескінченною, наша процедура вибору ніколи не завершиться, і як наслідок, ми ніколи не зможемо створити функції вибору для всіх X. Ми можемо спробувати визначити найменший елемент із кожної множини. Але деякі підмножини дійсних чисел не мають найменшого елемента. Наприклад, відкритий інтервал (0,1) не має найменшого елемента: якщо x належить інтервалу (0,1), тоді x/2 завжди буде меншим за x. Тож ця спроба є невдалою.
Причиною того, що ми можемо вибрати найменший елемент із підмножин натуральних чисел, є її властивість, що натуральні числа є цілком впорядкованими: кожна непорожня підмножина натуральних чисел має унікальний найменший елемент, що відповідає впорядкуванню. Хтось може сказати: «Навіть якщо звичайне впорядкування дійсних чисел не виконується, може бути можливим знайти інше впорядкування дійсних чисел, що буде цілком впорядкованим. Тоді наша функція вибору зможе вибрати найменший елемент з кожної множини відповідно до нашого незвичного впорядкування.» Тоді задача перетворюється на задачу побудови впорядкування, що своєю чергою потребує аксіоми вибору, аби довести його існування. Кожна множина може бути цілком впорядкованою тоді і тільки тоді, коли виконується аксіома вибору.

## Властивості
В різних галузях математики існують теореми, що в ZFC є еквівалентними до аксіоми вибору:
- в теорії порядку:
  - лема Куратовського-Цорна
  - принцип максимуму Гаусдорфа
- в абстрактній алгебрі та математичній логіці:
теореми про прості ідеали